# Peter Agre

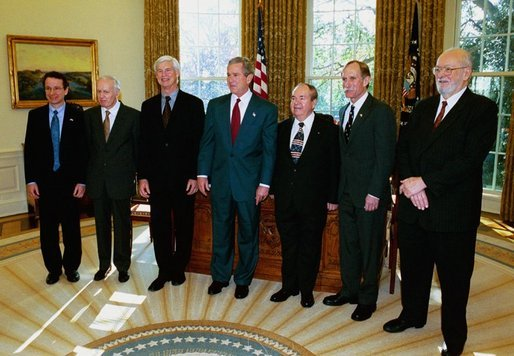
Peter Agre (drugi z prawej) z pięcioma innymi amerykańskimi laureatami Nagrody Nobla na spotkaniu z prezydentem G.W. Bushem (listopad 2003).

Peter Courtland Agre (ur. 30 stycznia 1949 w Northfield) – amerykański chemik, biochemik i lekarz, laureat Nagrody Nobla w dziedzinie chemii za odkrycie akwaporynowych kanałów w błonach komórkowych.

## Życiorys
Studia chemiczne ukończył w 1970 w Augsburg College w Minneapolis. Po ich zakończeniu spędził kilka miesięcy podróżując samotnie po Azji. Studia medyczne rozpoczął we wrześniu 1970 na Uniwersytecie Johnsa Hopkinsa w Baltimore, a ukończył w 1974. Od 1984 pracuje na tej uczelni jako profesor biochemii i medycyny.
Współpracownik redakcji „Journal of Clinical Investigation”, członek Narodowej Akademii Nauk (od 2000) i Amerykańskiej Akademii Sztuk i Nauk (od 2003).
W 2003 otrzymał (razem z Roderickiem MacKinnonem) Nagrodę Nobla w dziedzinie chemii. Uczonych uhonorowano za odkrycia dotyczące kanałów w błonach komórkowych, którymi przepływają woda i jony. Peter Agre wyodrębnił w 1988 roku białko błony komórkowej o masie 28 kDA. Przy udziale Johna Parkera i Grega Prestona w 1991 wstępnie potwierdzono udział białka w transporcie wody przez błonę komórkową. Niedługo po akceptacji pierwszej publikacji związanej z odkryciem (1992) nowe białko nazwano akwaporyną (AQP1).